# German Truck Simulator

German Truck Simulator este dezvoltat de compania cehă SCS Software. Conține 7 camioane inspirate de modele reale ale producătorilor din Europa, inclusiv licență oficială de la MAN.  
Jocul are în compoziție 18 orașe mari din Germania legate cu autostrăzi majore unde se poate livra marfă. Alege din peste 60 de sarcini diferite.